# Зоране љубави
„Зоране љубави”, или само „Зоране”, фолк је балада и један од највећих хитова краљице народне музике Лепе Лукић. У питању је седма песма на албуму Ватро моја из 1990. године, односно друга песма на Б страни касете. Албум је објавила издавачка кућа ПГП РТБ. Музику је компоновао Александар Кораћ, док је текст песме написао Шекиб Калаба. Као и остале песме на албуму снимљена је уз оркестар Бранка Маћића Мачка, који је био и продуцент. Уживо је изведена 1991. године у Дому синдиката, а за песму постоји снимљен и музички спот.